# 米勒奇 (堪薩斯州)
米勒奇（英語：Mirage）是位於美國堪薩斯州羅林斯縣的一個鬼鎮。

## 歷史
米勒奇的郵政局於1885年設立，直到1885年結束營運。

## 地理
米勒奇所處的海拔為高於海平面997米（即3271英呎），而該地所採用的時區為UTC-6，即北美中部時區（CST）。同時該地設有夏令時間，為UTC-6調快一小時，即UTC-5（CDT）。